# Broekkant (Arendonk)
Broekkant is een landelijk gehucht van de Kempense gemeente Arendonk. Het situeert zich rond de Broekstraat en is zuidwestelijk gelegen ten opzichte van het dorpscentrum van Arendonk. In het zuiden grenst het aan de snelweg E34. In de volksmond spreekt men van den Broekkant. Het gehucht heeft een eigen kapel en een voetbalclub die speelt in het Kempense arbeidersvoetbal. Anno 2019 telt het ongeveer 500 inwoners.

## Cultuur

### Broekkant kermis
Broekkant kermis wordt jaarlijks georganiseerd door de koninklijke fanfare Wampegalm. Het evenement vindt plaats in het midden van augustus. Traditioneel is er een kienavond en worden er mosselen met friet geserveerd. Fanfare Wampegalm verzorgt zelf de muzikale omlijsting maar ook andere groepen en DJ's staan op de affiche.

## Sport

### FC Broekkant
In 1965 werd voetbalclub FC Broekkant opgericht. De club speelt met 4 ploegen in het Kempense arbeidersvoetbal. Daarnaast zijn er 3 zaterdagploegen en 1 zondagploeg. Men beschikt over twee speelvelden en een eigen kantine. In 1996 werd de accommodatie gebruikt voor de opnames van de film FC De Kapoenen, een erotische parodie op FC De Kampioenen.